# 加藤秀邦
加藤 秀邦（かとう ひでくに、元禄8年（1695年） - 宝暦8年5月15日（1758年6月20日））は、江戸時代の武士、旗本。通称は金四郎、勘助。神谷正羽の三男。母は松平出羽守家臣小川市郎右衛門の娘。加藤茂雅の養子になった。養子に加藤政峯（溝口勝興四男）がいる。
享保15年（1730年）に加藤家の遺跡を継ぎ、享保16年（1731年）書院番となった。宝暦8年（1758年）5月15日死亡。享年64歳。